# SN-38
SN-38 je aktivni metabolit irinotekana, leka koji se koristi u suzbijanju tumora. Ovo jedinjenje je analog kamptotecina. Ovaj inhibitor topoizomeraze I je 200 puta aktivniji od irinotekana.
SN38 je metabolisan putem glukuronidacije enzimom UGT1A1. UGT1A1 varijanta kod nekih 10% ljudi bele rase (engl. Caucasians) dovodi do slabog metabolizma irinotekana, što može dovesti do toksičnosti, zato što se lek ne može izlučiti iz tela u njegovom SN-38 obliku.
SN-38 se gubi putem žuča i izmeta. Ovo jedinjenje može da prouzrokuje simptome dijareje i imunosupresije, što se ispoljava kod negde 25% pacijenata kojima je administriran irinotekan.

## Spoljašnje veze
- Enzon - kliničko ispitivanje Faze II Архивирано на веб-сајту  (25. јун 2009)
- SN-38 liposomalna formulacija[мртва веза]

|  | Molimo Vas, obratite pažnju na važno upozorenje u vezi sa temama iz oblasti medicine (zdravlja). |